# Moser Baer India
Moser Baer India war ein indischer Hersteller von Speichermedien und Solarzellen mit Konzernsitz in Neu-Delhi und Büros in Mumbai, Kolkata und Bengaluru sowie in den Niederlanden, den USA, in Japan und im Nahen Osten. Die Produktionslinien befanden sich in Noida.
Dort wurden unter anderem Disketten, CD-R, CD-RW, DVD+R, DVD+RW und DVD-R hergestellt. Moser Baer war Mitglied der Blu-ray Disc Association.
Moser Baer war an der Bombay Stock Exchange gelistet. Moser Baer wurde mehrfach ausgezeichnet, unter anderem mit dem „BEST OF ALL Award for Rajiv Gandhi National Quality Award 2005“ und dem „Electronics Organisation of the Year Award 2005“.

## Geschichte
Das Unternehmen wurde 1983 als Tochterunternehmen des Schweizer Uhrenherstellers Mobatime (Moser-Baer AG) und des japanischen Unternehmens Maruzen zur Herstellung von Stechuhren gegründet und produzierte seit 1986 Speichermedien. Gleichzeitig übernahm die Unternehmerfamilie Puri die Anteile der Schweizer.
Während das Geschäftsfeld ursprünglich vor allem magnetische Disketten umfasste, wurden von MBI seit 1999 auch optische Speichermedien hergestellt.
Das Unternehmen meldete im Jahr 2016 Insolvenz an und kündigte am 20. September 2018 seine Liquidation an.
Die Marke Moser Baer wurde 2021 von Vinpower Digital übernommen. Vinpower vertreibt seither optische Datenträger (CD, DVD) unter dieser Marke.

## OEM/ODM-Produktion
Viele Hersteller wie Fujifilm, imation (ehemals 3M), Primeon, Sony, TDK und Verbatim bezogen Ware von Moser Baer. Damit war Moser Baer der drittgrößte Speichermedienhersteller der Welt. Moser Baer besaß fünf Fabriken und beschäftigte über 4500 Personen, die im Geschäftsjahr 2004–2005 einen Umsatz von 12,8 Milliarden Rupien und einen Gewinn von 607,23 Millionen Rupien erwirtschafteten.

## Moser-Baer-Werk in Deutschland
Das Unternehmen hatte ab 2001 angekündigt, in Thüringen eine CD-Fabrik bauen und betreiben zu wollen. Es sollte der einzige und zentrale Produktionsstandort in Europa werden. Baustart für die 100-Millionen-Euro-Investition sollte 2004 sein. Nach mehrmaligen Verschiebungen hat Moser Baer das Projekt 2005 endgültig abgesagt. Grund sei die auf absehbare Zeit schwierige Absatzsituation für CDs und DVDs.
Für das geplante Werk in Thüringen mit geplanten 260 Arbeitsplätzen hatte die EU bereits Beihilfen von 35 Millionen Euro bereitgestellt. Der Bund und das Land Thüringen hatten eine Bürgschaft zugesagt.
110 Produktionslinien der ehemaligen TDK-Fabrik in Luxemburg und der ehemaligen Firma CSI wurden von Moser Baer India gekauft, was zur Vermutung führte, dass eine neue Moser-Baer-Fabrik in Europa in absehbarer Zeit wieder wahrscheinlich würde.